# Apate reflexa
Apate reflexa är en skalbaggsart som beskrevs av Pierre Lesne 1909. Apate reflexa ingår i släktet Apate och familjen kapuschongbaggar. Inga underarter finns listade i Catalogue of Life.